# Георги Бенковски (стадион, Видин)
Стадион „Георги Бенковски“ в гр. Видин е открит на 18 юни 1961 г.
Има капацитет от 15 000 зрители. Той се намира в западната част на Видин близо до бул. „Панония“. Разполага с 2 помощни игрища и с паркинг от 200 паркоместа. Разполага с 1500 нови седалки и нови пейки, както и с нови треньорски скамейки.
През сезон 2010–2011 г. стадионът вече разполага със съдийска стая, лекарски кабинет, 4 съблекални, стая за допинг, закрита зала за минифутбол и конферентна зала. На втория етаж има съвременни фитнес съоръжения, както и с модерна зала за бокс.
Теренът е с уникална дренажна система, която не позволява задържането на вода на повърхността му. Той е с размери 100 х 45 м.
Стадион „Георги Бенковски“ има писта с 5 коридора, която се използва и за състезания по лека атлетика.